# ケプラー6b
ケプラー6bは、ケプラー探査機で最初に発見された5つの太陽系外惑星のうちの1つである。ケプラー6の周りを公転している。軌道周期は3日である。